# Ammophila filata
Ammophila filata là một loài côn trùng cánh màng trong họ Sphecidae, thuộc chi Ammophila. Loài này được Walker miêu tả khoa học đầu tiên năm 1871.